# Traquenards (série télévisée)
Pour les articles homonymes, voir Traquenards (homonymie).
Traquenards est une série télévisée jeunesse franco-canadienne en treize épisodes de 26 minutes diffusée du 21 décembre 1987 au 8 janvier 1988 à la Télévision de Radio-Canada et sur FR3. La série est produite par Les Productions Via le Monde (D.B.) Inc.par Daniel Bertolino et Catherine Viau.

## Synopsis
La série « met en scène des adolescents confrontés à l'aventure. Les héros sont des jeunes qui, par hasard, sont plongés dans une intrigue à la fois policière et fantastique, et qui se distinguent par leur astuce, leur intelligence, leur courage, dénouant les fils d’une machination souvent compliquée. Les treize émissions — chacune est un petit film en soi — ont été filmées par six réalisateurs différents. L’action se passe en France dans sept émissions, et au Québec dans six autres. Parmi les cinéastes québécois Bruno Carrière a filmé six épisodes, François Labonté deux et Roger Cantin un. La série veut faire peur, faire réfléchir et amuser. »

## Fiche technique
- Création : Daniel Bertolino, Catherine Viau
- Société de production : Via le Monde, France 3, Société Radio-Canada, Téléfilm Canada
- Genre : Série fantastique

## Épisodes

### Épisode 1:Le Chevalier de Passignac
- Synopsis : Un comte est trouvé mort dans les grottes de son château — depuis ce temps, un chevalier en armure hante le village. Une petite adolescente québécoise en visite a démêlé tout cela en un tour de main[2].
- Distribution : Ginette Boivin, Jo Doumerg, Sophie Léger, Guy Louret, Jacques Serres
- Scénarisation : François Labonté, Roland Paret, Raymond Plante
- Réalisation : François Labonté
- Lieu de tournage : France
- Date de diffusion : 21 décembre

### Épisode 2:La Bibliothèque oubliée
- Synopsis : Un type étrange, un maniaque de la littérature, se cache depuis deux ans dans une ancienne bibliothèque enfouie sous une plus récente[3].
- Distribution : Claude Gai (écrivain somnambule), Yvon Bouchard, Marcel Girard, Pierre Le Gardeur, Vincent Legault, Patrick Marchesson, Sébastien Tougas, Mathieu Vézina
- Scénarisation : Roger Cantin
- Réalisation : Bruno Carrière
- Lieu de tournage : Séminaire de Montréal, du 2 au 10 août 1987
- Date de diffusion : 22 décembre

### Épisode 3:Les Mannequins de la forteresse
- Synopsis :
- Distribution : Stéphan Côté, Isabelle Cyr, Paul Dion, Pascale Dupont, Réjean Gauvin, Dedan Hill, Charles Migueault, Diane St-Jacques
- Scénarisation : Gilles Parent
- Réalisation : Bruno Carrière
- Lieu de tournage : Fort Lennox, Île-aux-Noix, mai 1987[4].
- Date de diffusion : indéterminée

### Épisode 4:La Caverne des disparus
- Synopsis :
- Distribution : Pierre Curzi, Robert Gauvin, Jacques Godin, Cédric Jourde, Michel Mailhot, Jacques Paris, Bruno Rouyère, Patricia Tulasne
- Scénarisation : Bruno Carrière et Gilles Parent
- Réalisation : Bruno Carrière
- Date de diffusion : indéterminée

### Épisode 5:Murée vive
- Synopsis :
- Distribution : Francis Facon, Jean-François Guemy, Alexis Martin, Xavier Mienniel, Sylvie Pascaud
- Scénarisation : Bruno Carrière, Jacques Jacob, G. Lenôtre
- Réalisation : Bruno Carrière
- Date de diffusion : indéterminée

### Épisode 6:Quasimodo
- Synopsis : Quasimodo est un jeune orphelin que ses parents avaient laissé à l'orphelinat de Notre-Dame de Paris. Ce jeune enfant avait une bosse sur le dos…
- Distribution : Daniel Benoît, Eric Brisebois, Jacques Charby, André Chaumeau, Eric Del, Pierre Dumur, Didier Garry, Macha Grenon
- Scénario : François Labonté, Raymond Plante, tiré du roman Notre-Dame de Paris de Victor Hugo
- Réalisation : François Labonté
- Date de diffusion : indéterminée

### Épisode 7:Le Bonsaï millénaire
- Synopsis :
- Distribution : Serge Christianssens, Marie-Andrée Courchesne, Khan Hua, Michel Labelle
- Scénarisation : Roger Cantin
- Réalisation : Bruno Carrière
- Date de diffusion : indéterminée

### Épisode 8:Mort à minuit
- Synopsis : Un jeune homme, captivé par un film d'horreur qu'il regarde à la télévision, doit aller livrer une pizza dans une maison qui ressemble étrangement à celle qu'il voyait à la télé… Sur la porte un petit mot lui est adressée lui disant qu'il va mourir à minuit, il se retrouve piégé dans la maison et il ne réussira à fuir qu'en la trompant…
- Distribution : André Morissette, Anna Gianotti, J.-P. Scantanburlo, Jacques Rossi, Janine Sutto, Renato Trujitto, Richard Groulx, Thomas Heliman
- Scénario : Nacer Mazani
- Réalisation : Raoul Held
- Date de diffusion : indéterminée

### Épisode 9:La Cage de fer
- Synopsis :
- Distribution : Claire Magnin, Gilbert Turp, Jean-Claude Sachot, Jean-Luc Gonsalez, Michel Larivière, Olivier Proust
- Scénario : Claude Main Arnaud, Gilles Parent
- Réalisation : Jean-Claude Charnay
- Date de diffusion : 4 janvier

### Épisode 10:La Source du mal
- Synopsis :

En 1948, sur une île, une famille vivant dans un manoir, célèbre l'anniversaire de Miss Lucy. Cette dernière, sachant que sa mère ne l'aime pas et est jalouse de sa jeunesse, se sauve dans les bois et se cache près d'un rocher où elle laisse sa poupée. Au même moment, la mère fait une incantation d'alchimie et Miss Lucy est frappée par un éclair. Miss Lucy disparaît mais une source commence à couler du rocher.
Cinquante ans plus tard, en 1988, Marie-Claude (Marie-Chantal Labelle) et son amie Sophie Dansereau veulent étudier cette source qui donne la vie éternelle. Elles se retrouvent sur l'île mais la famille commence à s'intéresser un peu trop à Marie-Claude et lui vouait une admiration suspecte. En étudiant la source, les deux étudiantes font des hypothèses scientifiques sur l'eau et se demandent pourquoi elle ne coule pas beaucoup. Après avoir discuté avec la vieille servante du manoir qui avait bien aimé Lucy, l'amie de Marie-Claude est enfermée par la famille qui habille Marie-Claude comme Miss Lucy, et simule une fête. Selon eux, Marie-Claude doit être sacrifiée afin que la source continue à jaillir et ainsi garder leur jeunesse.
Après s'être sauvée de sa prison, l'amie de Marie-Claude réussit à atteindre la source, prend de l'eau dans une bouteille et avec une pelle, se met à briser la pierre de la source. Elle et la servante découvrent que la tête de la poupée de Lucy obstruait le trou de la source. L'ayant enlevée, l'eau se mit alors à couler avec un plus fort débit. Pendant ce temps, Marie-Claude est envoyée à l'extérieur où un sosie de son amie se fait frapper par un éclair.
La famille, pensant que le sacrifice est réalisé, s'aperçoit que la source jaillit de nouveau. Ils fêtent pendant que Marie-Claude et son amie se sauvent, en prenant soin d'apporter de l'eau afin de l'analyser. En courant, Marie-Claude se blesse à une jambe. Pour éviter l'infection, son amie verse l'eau de la source sur la blessure qui guérit miraculeusement en quelques secondes. Mais ce beau geste emporte le secret de la source du mal et celui de l'éternelle jeunesse de la famille.
- Distribution : Mireille Bergeron, Mine Caron, Sophie Dansereau, Gilbert Delasoie, Marie-Chantal Labelle, Pierre Legris, Louise Marleau, Julie Morrissette, Marc Proulx, Septimiu Sever
- Scénario : Louise Anne Bouchard
- Réalisateur : Bruno Carrière
- Lieu de tournage : Manoir MacDougall[5]
- Date de diffusion : 5 janvier

### Épisode 11:L'Héritage maudit
- Synopsis :
- Distribution : Jean-Yves Crochemore, Maripierre A. D'Amour, Sophie Faucher, Alain Françoise, Michel Hart, Frédérique Jamet, Michel Vitold
- Scénarisation : Raoul Held, Pierre Larry
- Réalisation : Raoul Held
- Date de diffusion : 6 janvier

### Épisode 12:Le Trésor de feu
- Synopsis :
- Distribution : Jean-Marie Balembois, Jacques Bérard, Marc Bessou, Dominique Cornet, Antoine Corsales, René Gouzenne, Richard Guèvremont, Daniel Langlet, Maurice Mons, Yvon Palec, Hélène Surgère, Georges Vaur, Jacques Vogel
- Scénarisation : Gilles Parent et Christian Alba
- Réalisation : Christian Alba
- Date de diffusion : 7 janvier

### Épisode 13:Les Tableaux qui parlent
- Synopsis :
- Distribution : Chantal Neuwirth, Denise Boulet, Françoise Dorysse, Mélanie Marchand, Roch Leibovici, Roger Souza, Suzy Delair
- Scénario : Jean-Pierre Enard
- Réalisation : Marianne Lamour
- Date de diffusion : 8 janvier